# Łań (rzeka)
Łań (białorus. i ros. Лань) – rzeka w południowej Białorusi (obwód miński i brzeski), lewy dopływ Prypeci w zlewisku Morza Czarnego. Długość – 147 km, powierzchnia zlewni – 2190 km², średni przepływ u ujścia – 11,3 m³/s, spadek – 79,2 m, nachylenie – 0,4%. 
Źródła w zachodniej części Grzędy Kopylskiej na północ od Klecka. Płynie na południe przez Równinę Słucką i Polesie Prypeckie, po czym uchodzi do Prypeci na wysokości Dawidgródka. Rzeka skanalizowana, sieć kanałów melioracyjnych. Latem przepływ regulowany śluzami. Koryto szerokości 4–8 m w górnym biegu, 15–20 m w dolnym biegu. Przecina zbiornik wodny „Łaktysze” (Лактышы).